# Anastasia Tumanishvili-Tsereteli
Anastasia Tumanishvili-Tsereteli, född 1849, död 1932, var en georgisk pedagog, författare och feminist. Hon är känd för sitt engagemang för utbildning och grundade Georgiens första kvinnoförening, Kalta tsre, 1872. 